# Căianu Mic
Căianu Mic (en hongrois : Kiskaján) est une commune du județ de Bistrița-Năsăud en Transylvanie (Roumanie).